# Mehltheuer
Mehltheuer este o comună din landul Saxonia, Germania.